# Рингбом, Сикстен
Сикстен Ивар Александр Рингбом (швед. Sixten Ivar Alexander Ringbom; 27 июля 1935, Турку — 18 августа 1992, Турку) — финский искусствовед и писатель

.

## Биография
Сикстен Рингбом родился в 1935 году, в Турку, в семье профессора Ларса-Ивара Рингбома, преподавателя искусствоведения в Академии Або. После окончания Шведского классического лицея (швед. Svenska klassiska lyceum) Сикстен поступил в Академию Або, где учился среди студентов своего отца. Учёную степень доктора философии получил в 1965 году. Научным руководителем его диссертации был известный австро-британский искусствовед Эрнст Гомбрих. В 1970 году Рингбом сменил своего отца на должности профессора искусствоведения в Академии Або.
Рингбом был одним из первых учёных, предположившим наличие связи между ранним абстракционизмом и оккультизмом. Свои гипотезы он опубликовал в 1966 году в статье «Art in „The Epoch of the Great Spiritual“: Occult Elements in the Early Theory of Abstract Painting» и затем в книге «The Sounding Cosmos: A Study in the Spiritualism of Kandinsky and the Genesis of Abstract Painting» (1970). С 1969 по 1973 год он был главным редактором «Финского журнала» (швед. Finsk Tidskrift); также редактировал книгу «Искусство Финляндии» (швед. Konsten i Finland). Согласно WorldCat, Рингбом опубликовал 93 работы.

### Книги
- «Icon to Narrative: The Rise of the Dramatic Close-Up in Fifteenth-Century Devotional Painting» (1965)
- «The Sounding Cosmos: A Study in the Spiritualism of Kandinsky and the Genesis of Abstract Painting» (1970)
- «Konsten i Finland: från medeltid till nutid» (1978)
- «Kandinsky und „Der Blaue Reiter“. German Art of the 20th Century» (1985)
- «Art History in Finland before 1920» (1986)
- «Stone, Style and Truth. The Vogue for Natural Stone in Nordic Architecture 1880—1910» (1987)
- «Pinta ja syvyys: esseitä» (1989)

### Статьи
- «„Maria in Sole“ and the Virgin of the Rosary» (1962)
- «Plato on Images» (1965)
- «Art in „The Epoch of the Great Spiritual“: Occult Elements in the Early Theory of Abstract Painting» (1966)
- «Devotional Images and Imaginative Devotions» (1969)
- «Paul Klee and the Inner Truth to Nature» (1977)
- «Transcending the Visible» (1985)
- «Action and Report: The Problem of Indirect Narration in the Academic Theory of Painting» (1988)

на русском языке
- «Йозеф Стенбек и национальный романтизм в камне» (2008).[K 2]

## Комментарии
1. ↑  «Works: 93 works in 255 publications in 9 languages and 1,484 library holdings».[8]
2. ↑  Оригинал: «Josef Stenbäck ja kansallinen kiviromantiikka» (1982). Перевёл с финского А. В. Соколов.